# Chibi (terme japonais)
Pour les articles homonymes, voir Chibi.

Un personnage dessiné en style chibi.

Chibi (ちび/チビ) est un mot japonais qui définit une petite personne, un bébé ou un enfant. Il peut avoir un sens très différent lorsqu'il est adressé à un majeur. Le terme comparable en français est avorton ou nain.

## Description
En Occident, un chibi est un enfant ou un bébé ou la version « jeune » d'un personnage d'anime de manga. Quelquefois, le mot chibi est associé avec un nom de personnage pour dénoter la version enfant du personnage (exemples : Chibi Vegeta, Chibi Marik, Chibi Sailor Moon, et Chibi Sonic). Cette forme est employée principalement pour des personnages d'anime ou de manga.
Les chibis sont connus pour parler avec une voix de très petit enfant, pour avoir de grands yeux et pour être mignons et caricaturaux. Les chibis tendent à ne pas avoir de doigts, leurs mains ressemblent à celles d'une poupée en tissu ou semblent être recouvertes par des moufles. Lorsqu'ils ont des doigts, ceux-ci ressemblent à ceux d'un bébé. Les chibis n'ont souvent pas de pieds. À la place, leurs jambes toutes droites se terminent comme une sorte de « sabot de chair » autrement dit coupées net dans la continuité de la jambe ; ou bien, ils peuvent aussi avoir des « moignons » en forme de V / U comme les chaussures d'une ballerine. En général, ils n'ont pas de nez, quand ils sont représentés avec un nez, il est réduit à un simple point.
Le terme chibi a été popularisé par l'anime Sailor Moon[réf. nécessaire] avec le personnage Chibiusa / Chibi-Moon. Chibiusa est la future fille de Sailor Moon devenue alors la nouvelle Reine Serenity. Afin de sauver sa mère, Chibiusa revient dans le passé pour chercher Sailor Moon, elle se fait alors passer pour sa petite sœur et se comporte comme une petite peste.
Les chibis peuvent être aussi des animaux, des objets, des personnes connues, des personnages de jeux-vidéo, des signes du zodiaque, des personnages de toutes sortes de livres.